# Rodrigo Junior Paula Silva
Rodrigo Junior Paula Silva (Duque de Caxias, 7 maggio 1988) è un ex calciatore brasiliano, di ruolo difensore.

## Caratteristiche tecniche
È un difensore centrale.

## Carriera
Cresciuto nelle giovanili del Fluminense, ha esordito il 31 maggio 2009 in occasione del match pareggiato 1-1 contro il Náutico.

## Statistiche

### Presenze e reti nei club
Statistiche aggiornate al 23 marzo 2018.
| Stagione          | Squadra           | Campionato        | Campionato | Campionato | Coppe nazionali | Coppe nazionali | Coppe nazionali | Coppe continentali | Coppe continentali | Coppe continentali | Altre coppe | Altre coppe | Altre coppe | Totale | Totale | Totale |
| Stagione          | Squadra           | Comp              | Pres       | Reti       | Comp            | Pres            | Reti            | Comp               | Pres               | Reti               | Comp        | Pres        | Reti        | Pres   | Reti   |        |
| ----------------- | ----------------- | ----------------- | ---------- | ---------- | --------------- | --------------- | --------------- | ------------------ | ------------------ | ------------------ | ----------- | ----------- | ----------- | ------ | ------ | ------ |
| 2009              | Fluminense        | A/RJ+A            | 2+8        | 0          | CB              | 0               | 0               | CS                 | 5                  | 0                  |             | -           | -           | 15     | 0      |        |
| 2010              | Fluminense        | A/RJ+A            | 4+4        | 0          | CB              | 3               | 0               |                    | -                  | -                  |             | -           | -           | 11     | 0      |        |
| 2011              | Fluminense        | A/RJ+A            | 3+10       | 0          | CB              | 0               | 0               | CL                 | 3                  | 0                  |             | -           | -           | 16     | 0      |        |
| 2012              | Fluminense        | A/RJ+A            | 8+17       | 0+2        | CB              | 0               | 0               | CL                 | 3                  | 0                  |             | -           | -           | 28     | 2      |        |
| 2013              | Fluminense        | A/RJ+A            | 9+12       | 0+2        | CB              | 0               | 0               | CL                 | 4                  | 0                  |             | -           | -           | 25     | 2      |        |
| Totale Fluminense | Totale Fluminense | Totale Fluminense | 77         | 4          |                 | 3               | 0               |                    | 15                 | 0                  |             | -           | -           | 95     | 4      |        |
| 2013-2014         | Al-Hilal          | SPL               | 8          | 0          | CAS             | 2               | 0               | ACL                | 14                 | 0                  | CCS         | 2           | 0           | 26     | 0      |        |
| 2014-2015         | Al-Hilal          | SPL               | 23         | 1          | CAS             | 4               | 0               | ACL                | 9                  | 1                  | CCS         | 4           | 2           | 40     | 4      |        |
| 2015-2016         | Al-Hilal          | SPL               | 14         | 0          | CAS             | 3               | 0               | ACL                | 5                  | 0                  | CCS         | 1           | 0           | 23     | 0      |        |
| Totale Al-Hilal   | Totale Al-Hilal   | Totale Al-Hilal   | 45         | 1          |                 | 9               | 0               |                    | 28                 | 1                  |             | 7           | 2           | 89     | 4      |        |
| 2016-2017         | Sharjah           | PL                | 14         | 0          | CE+AGC          | 0+4             | 0               |                    | -                  | -                  |             | -           | -           | 18     | 0      |        |
| 2017              | Cruzeiro          | M1/MG+A           | 0+10       | 0          | CB              | 0               | 0               |                    | -                  | -                  | PL          | 2           | 0           | 12     | 0      |        |
| 2018              | Cruzeiro          | M1/MG+A           | 3+0        | 0          | CB              | 0               | 0               | CL                 | 0                  | 0                  |             | -           | -           | 3      | 0      |        |
| Totale carriera   | Totale carriera   | Totale carriera   | 149        | 5          |                 | 16              | 0               |                    | 43                 | 1                  |             | 9           | 2           | 217    | 8      |        |

## Palmarès

### Competizioni statali
- Taça Rio: 1

Fluminense: 2020